# Antocha (Antocha) latistilus
Antocha (Antocha) latistilus is een tweevleugelige uit de familie steltmuggen (Limoniidae). De soort komt voor in het Palearctisch gebied.